# Dubino (Włochy)
Dubino – miejscowość i gmina we Włoszech, w regionie Lombardia, w prowincji Sondrio.
Według danych na rok 2004 gminę zamieszkiwało 3159 osób, 243 os./km².